# It's My Life (chanson de Bon Jovi)
Pour les articles homonymes, voir It's My Life.
Singles de Bon Jovi
Real Life (en)
(1999) Say It Isn't So (en)
(2000)
Clip vidéo
(en) [vidéo] « Bon Jovi - It's My Life  », sur YouTube
It's My Life est une chanson de Bon Jovi. Elle est le premier single de l'album Crush, lancé le 23 mai 2000. Elle a été écrite par Jon Bon Jovi, Richie Sambora et Max Martin.
Bien qu'elle ait plafonné en 33e position aux États-Unis, la chanson a atteint le top 10 dans plusieurs pays.
Le 14 novembre 2024, Bon Jovi publie une nouvelle version de la chanson intitulée "Now or Never" en collaboration avec le chanteur américain Pitbull.

## Contexte
« Ceci n'est pas une chanson pour les cœurs brisés »

— Bon Jovi, It's My Life
La chanson est structurée de manière semblable à plusieurs autres succès de la formation. On note ainsi l'utilisation d'une talkbox par Sambora. De plus, le passage « Pour Tommy et Gina, qui n'ont jamais reculé » fait référence à un couple fictif de la classe ouvrière auquel Bon Jovi et Sambora font référence dans Livin' on a Prayer.
L’œuvre fait également référence à Frank Sinatra dans le passage : « My heart is like an open highway / Like Frankie said / I did it 'My Way'. » Jon Bon Jovi et Richie Sambora auraient eu une divergence d'opinion à propos de ce passage :

« Je venais juste de rentrer à la maison après avoir fait U-571 et j'ai dit : "Sinatra a fait 16 films et a joué jusqu'à 80 ans. Il est mon role model." Il [Sambora] a dit : "Tu ne peux pas écrire ce maudit passage. Personne à part toi n'est intéressé par Sinatra." Je l'ai écrit quand même. »

## Vidéoclip
Le vidéo clip a été réalisé par Wayne Isham (en). Will Estes (Tommy) et Shiri Appleby (Gina) y jouent les deux personnages principaux. Au début du clip, Tommy visionne sur son ordinateur une vidéo d'un concert de Bon Jovi. Sa mère lui demande de sortir les poubelles. Gina appelle Tommy et le presse de venir la rejoindre à un concert de Bon Jovi. Ce dernier quitte en vitesse l'appartement et court dans les rues de Los Angeles pour aller au concert, rencontrant plusieurs obstacles sur son chemin.
Le clip est inspiré du film Cours, Lola, cours. Jon Bon Jovi a rencontré Will Estes sur le plateau de U-571 et l'a choisi pour le clip. Le clip met en scène, notamment, le tunnel de la deuxième rue de Los Angeles.

## Version acoustique
Une version acoustique, beaucoup plus lente, a été enregistrée sur l'album This Left Feels Right (2003).

## Collaboration avec Pitbull
Le 12 septembre 2024, Pitbull surprend ses fans lors d'un concert à New York. Il invite Bon Jovi sur scène pour interpréter une nouvelle version de "It's My Life", intitulée "Now Or Never", dans laquelle Bon Jovi interprète le refrain et Pitbull rappe de nouveaux couplets écrits pour la chanson. La chanson sort officiellement le 14 novembre 2024 avec un clip posté sur la chaine Youtube de Pitbull.

## Palmarès
| Palmarès (2000–2001)                    | Position maximale |
| --------------------------------------- | ----------------- |
| Australie (ARIA)                        | 5                 |
| Autriche (Ö3 Austria Top 40)            | 1                 |
| Belgique (Flandre Ultratop 50 Singles)  | 1                 |
| Belgique (Wallonie Ultratop 50 Singles) | 6                 |
| Canada (Nielsen SoundScan)              | 17                |
| European Hot 100 Singles                | 1                 |
| Finlande (Suomen virallinen lista)      | 6                 |
| France (SNEP)                           | 14                |
| Allemagne (Media Control AG)            | 2                 |
| Hongrie (Single Top 40)                 | 6                 |
| Irlande (IRMA)                          | 5                 |
| Italie (FIMI)                           | 1                 |
| Pays-Bas (Nederlandse Top 40)           | 1                 |
| Norvège (VG-lista)                      | 3                 |
| Pologne (Polish Singles Chart (en))     | 2                 |
| Espagne (PROMUSICAE)                    | 1                 |
| Suède (Sverigetopplistan)               | 2                 |
| Suisse (Schweizer Hitparade)            | 1                 |
| Royaume-Uni (UK Singles Chart)          | 3                 |
| États-Unis (Hot 100)                    | 33                |
| États-Unis (Adult Pop Songs)            | 11                |
| États-Unis (Latin Pop Airplay)          | 40                |
| États-Unis (Pop Airplay)                | 14                |

| Pays                | Position | Nombre de semaines |
| ------------------- | -------- | ------------------ |
| Australie           | 24       | 16                 |
| Autriche            | 2        | 34                 |
| Belgique (Flandre)  | 8        | 21                 |
| Belgique (Wallonie) | 19       | 19                 |
| France              | 29       | 38                 |
| Allemagne           | 5        | 31                 |
| Suède               | 5        | 21                 |
| Suisse              | 3        | 33                 |

| Année (2000–2009)    | Position |
| -------------------- | -------- |
| German Singles Chart | 53       |

| Région            | Certification |
| ----------------- | ------------- |
| Australie (ARIA)  | Platine       |
| Autriche (IFPI)   | Platine       |
| Belgique (BEA)    | Platine       |
| France (SNEP)     | Or            |
| Allemagne (BM)    | Platine       |
| Italie (FIMI)     | Or            |
| Pays-Bas (NVPI)   | Or            |
| Suède (GLF)       | Platine       |
| Royaume-Uni (BPI) | Platine       |
| Suisse (IFPI)     | Platine       |

## Reprises
- Le groupe ukrainien Село і люди (uk) a repris cette chanson lors du Ukraine has Talent show de 2002[49]
- Paul Anka a repris la chanson dans son album Rock Swings (2005)[50]
- Une version live de la chanson est enregistrée sur l'album 15 (2007) d'Ani Lorak.
- La chanson est reprise par les acteurs mâles dans un épisode de la série Glee.
- Ella Chen, membre du groupe tawaïnais S.H.E, reprend la chanson le 24 août 2002 lors de leur concert N-Age Genesis à Tainan N-age (美麗新世界演唱會).
- Les Piano Tribute Players reprennent la chanson sur leur album Pop Piano Workout (2013).

### Citations originales
1. ↑  (en) « This ain't a song for the broken-hearted »
2. ↑  (en) « For Tommy and Gina, who never backed down »
3. ↑  (en) « I had just come home from making U-571 and I said "Sinatra made 16 movies and toured 'til he was 80. This is my role model". He [Sambora] said, "You can't write that damn lyric. Nobody cares about Frank Sinatra but you." And I wrote it anyway. »